# Graafse Raamdal
Het Graafse Raamdal is een natuurgebied ten zuiden van Escharen, gelegen aan de westoever van de Graafse Raam. Het gebied meet 30 ha en omvat ook het Estersbroek en het begrazingsgebied De Maurik.
Het betreft een natuur- en recreatiegebied dat eigendom is van de gemeente Grave en dat bestaat uit het beekdal van de Graafse Raam en ook hogere zandgronden. Het is een afwisselend gebied met gemengd bos, weiden, akkers, struwelen, rietvelden en enkele vijvers.
Het gebied gaat naar het zuiden toe over in natuurgebied Vogelshoek, in het oosten ligt de Gasselse Heide, en in het westen de Reekse Heide.